# 감독 (행위)
감독(supervision)은 지시, 관리 또는 감독의 행위 또는 사례이다.

## 어원
영어 명사 "supervision"은 라틴어 "super"(위)와 "videre"(보다, 관찰하다)에서 유래했다. 북미 영어를 포함한 모든 영어 변종의 표준 영어 철자는 "supervision"이다.

## 정의
감독은 무언가 또는 누군가를 감독하는 행위 또는 기능이다. 누군가를 지도하고, 지시하고, 시정하는 과정이다.
감독을 수행하는 사람은 감독자로 호칭한다.

## 이론적 범위
일반적으로 감독은 지식 제공, 업무 조직 지원, 동기 부여 향상, 활동 및 결과 모니터링 등의 요소를 포함한다. 각 요소의 양은 상황에 따라 다르다.

## 감독의 본질

### 학계
학계에서 감독은 대학생의 연구 프로젝트를 돕고 지도하는 것으로, 도덕적 지원과 과학적 통찰력 및 지도를 제공한다. 지도교수라고도 부르며, 선임 과학자나 학자일 수도 있으며, 일부 국가에서는 박사 지도교수라고 불린다.

### 사업
사업에서 감독은 직원의 업무를 감독하는 것이다. 감독은 공식적인 직함이 없거나, 감독 또는 관리자라는 직함을 가지고 있을 수 있으며, 이 경우 관리자는 더 큰 권한을 갖는다.

### 상담
임상 감독에서 심리학자 또는 정신과 의사는 해당 분야의 다른 전문가와 상담 시간을 갖고 환자의 진료 내용을 보고하고 정신적으로 처리한다.

### 사회
사회에서 감독은 국가 또는 기업체가 시민을 감시하고 통제하기 위해 수행할 수 있다. 공공 기관은 은행 감독과 같이 국가의 다양한 활동을 감독하는 경우가 많다.

## 같이 보기
- 경영
- 슈퍼바이저